# Ma Binyan
Ma Binyan (25 januari 1999) is een Chinees wielrenner. In 2023 werd hij nationaal kampioen op de weg.

## Carrière
In 2019 werd Ma, achter Xue Chaohua en Niu Yikui, derde op het nationale kampioenschap op de weg. Vier jaar later veroverde hij de titel wel, door vijf seconden voor Wang Ruidong en Hu Haijie solo over de finish te komen. Later dat jaar eindigde hi op de veertigste plek in de wegwedstrijd op de Aziatische Spelen 2022. Met een Chinese nationale selectie nam hij in oktober deel aan de Ronde van Guangxi, wat zijn debuut in de World Tour betekende. Zijn beste klassering was een achtste plaats in de tweede etappe.
In 2024 maakte Ma de overstap van Hengxiang Cycling Team naar China Glory-Mentech Continental Cycling Team. Vroeg in het seizoen won hij twee Turkse eendagskoersen: de Grand Prix Antalya Airport City en de Grand Prix Apollon Temple.

## Overwinningen
2023
 Chinees kampioen op de weg, Elite
2024
Grand Prix Antalya Airport City
Grand Prix Apollon Temple

## Ploegen
- 2022 –  Hengxiang Cycling Team
- 2023 –  Hengxiang Cycling Team
- 2024 –  China Glory-Mentech Continental Cycling Team